# Luigi Faccini
Luigi Monardo Faccini (Lerici, 18 novembre 1939) è un regista italiano.

## Biografia
Laureato in economia e commercio, si accosta al cinema come critico, scrivendo per Filmcritica [E1] e Nuovi Argomenti. Nel 1966 fonda (con Aprà, Ponzi, Anchisi, Albano, Martelli, Rispoli e Roncoroni) Cinema&Film una rivista che introduce la semiologia e lo strutturalismo nello studio del film, con la tutela amichevole di Pasolini. A distribuirla è Garzanti.

### Televisione
Esordisce nella regia televisiva come giornalista d'assalto (TV7 e AZ, un fatto come e perché), nella fiction con Il libro bianco (1969), mediometraggio sul “caso Sinjavskij - Daniel, dissidenti sovietici condannati a 7 e 5 anni di carcere per aver pubblicato in occidente opinioni ritenute lesive dal regime.

### Cinema
Il suo primo lungometraggio è Niente meno di più (1970), per gli “Sperimentali” della Rai, su un giovane prete progressista confinato in montagna dal suo vescovo. Nel 1973 fonda una cooperativa di lavoro, la Filmcoop, che produce il suo Il garofano rosso (1975), ispirato all'omonimo romanzo di Elio Vittorini Il garofano rosso, cone Miguel Bosé all'esordio come protagonista ed Elsa Martinelli.
Del 1980 è Nella città perduta di Sarzana, sull'aggressione fascista subita dalla città nella notte del 21 luglio 1921 e sulle conseguenze politiche di quell'evento.

### Video-ricerche
Video-ricercatore all'Ospedale psichiatrico di Arezzo diretto dal basagliano Agostino Pirella, si cala in un'esperienza che originerà, dodici anni dopo, il film Inganni (1985), sul poeta Dino Campana e i suoi anni di reclusione manicomiale.
Fra il 1985 e il 1986 gira C'era una volta gente appassionata, un viaggio nella Resistenza toscana. Da fine 1986 al 1988 dirige, a Sarzana, per la regione Liguria, un laboratorio antropologico-teatrale, a partire dai racconti di Cechov.

### Riconoscimenti
Del 1988 è il lungometraggio Donna d'ombra, ambientato nel mondo della danza moderna, che vale ad Anna Bonaiuto la candidatura al David di Donatello, al Globo d'oro della stampa estera e il Laceno d'oro ad Avellino. 
Nel 1999 il Museo nazionale del Cinema di Torino e della Casa della Cultura di Milano e nel 2000 il Tagliacozzo Film Festival, gli dedicano delle retrospettive. Nel 2010 il Museo del Cinema di Torino gli ha dedicato, insieme alla sua produttrice Marina Piperno, una retrospettiva, come nel 2014 a Roma ha fatto la Cineteca Nazionale.

### Didattica
Nel 1990, dopo un'esperienza a Casal del Marmo, carcere minorile di Roma, organizza un laboratorio cinematografico in un centro sociale di Tor Bella Monaca. Con i ragazzi che lo frequentano prepara e gira Notte di stelle, film dedicato “ai ragazzi delle periferie invisibili”.
Nel 1998, con gli stessi ragazzi di strada che avevano interpretato Notte di stelle, gira Giamaica sull'omicidio di Auro Bruni, un ragazzo di colore, in un centro sociale della periferia sud di Roma, ad opera di assassini rimasti impuniti.

### Narrativa, ricerca ed eventi
Dopo alcuni anni di scrittura letteraria e la pubblicazione del suo primo romanzo La baia della torre che vola. Da allora, e negli anni in corso, ha alternato la scrittura letteraria (i racconti de Il castello dei due mari; i romanzi Un poliziotto perbene e L'uomo che nacque morendo), eventi (il salvataggio del cimitero vecchio di Lerici; Gente di strada, un premio assegnato a chi si batte contro l'esclusione), la ricerca storico-antropologica e il cinema digitale (Storia di una donna amata e di un assassino gentile, Rudolf Jacobs, C'è oro in Toscana).
Nel 1997 gira il lungometraggio documentario Canto per il sangue dimenticato, sulla strage nazifascista di 83 minatori di Niccioleta (Grosseto).
Nel 2000 fonda, con Marina Piperno, l'associazione culturale Ippogrifo Liguria. In collaborazione con tale associazione, nel 2000 ha realizzato il cortometraggio biografico dal titolo Sguardi, ambientato nel Castello di Lerici.

## Filmografia

### Cinema
- Il garofano rosso (1976)
- Nella città perduta di Sarzana (1980)
- Inganni (1985)
- Donna d'ombra (1990)
- Notte di stelle (1991)
- Giamaica (1998)
- Rudolf Jacobs: L'uomo che nacque morendo (2011)
- Morando's Music (2012)

### Televisione
- 1968 La rocca di Gibilterra (15', Almanacco, Rai-tv)
- 1968 Mussolini (15', Almanacco, Rai)
- 1968 Il processo alla tappa (15', Teleset, Rai-tv)
- 1968 Tempo d'esami (9', Teleset, Rai)
- 1969 Il libro bianco (caso Siniawskij-Daniel (31', Sincro, Rai-tv);
- 1969 Gli ultimi giorni di Mussolini (45', Sincro, Rai);
- 1969 Poeta bambino (8', Zoom, Rai);
- 1969 Autunno sindacale (30'x 2 p., Dip. Scuola Educ., Rai;
- 1969 Impariamo ad imparare (30' x 4 p., Dip. Scuola Ed., Rai);
- 1969 I sofisti (30', Dip. Scuola Educ., Rai);
- 1969 Elio Vittorini (30', Dip. Scuola Educ., Rai);
- 1969 Cesare Pavese (30', Dip. Scuola Educ., Rai);
- 1969 Corrado Alvaro (30', Dip. Scuola Educ., Rai);
- 1969 Franco Fortini (30', Dip. Scuola Educ., Rai);
- 1970 Niente meno di più (75', prod. San Diego cin. per Sperimentali, Rai 2)
- 1971 Jumbo 747 (45', numero 0 per rubrica Rai A- Z: mai andato in onda);
- 1972 Riforma sanitaria (30' x 3 p.,Dip. Scuola Educ., Rai)
- 1973 Scuola e famiglia (30', x 2 p., Dip. Scuola Educ., Rai);
- 1973 Romasauro (10', doc., Corona Cin.);
- 1973 Pescara Jazz (50', doc., Corona Cin.);
- 1973 Del Greco pittore (15', doc., Corona Cin.);
- 1973 Ferrara: l'urbanistica rinascimentale (30', Sapere, Rai);
- 1973 Cosmé Tura (30', Sapere, Rai);
- 1973 Vasco Pratolini (30' x 3 p., Dip. Scuola Educ., Rai)
- 1974 Taranto (30' x 2 p., Sapere, Rai);
- 1974 Matera  (30' x 2 p., Sapere, Rai);
- 1974 Cassino (30' x 2 p., Sapere, Rai)
- 1975 Il mondo sindacale (60', Turno C, Rai: mai andata in onda)
- 1976 Notte mediterranea (sceneggiatura mai realizzata)
- 1977 Una scelta di vita - Giorgio Amendola (55', Autobiografie, Rai);
- 1977 Il comportamento dei bambini (30' x 6 p., Dip. Sc. Educ., Rai)
- 1978 Un autore, una città: Moravia e Roma, Volponi e Urbino, Bernari e Napoli, Testori e Milano, Bassani e Ferrara, Bevilacqua e Parma (30' x 6 p., Dip. Sc. Educ., Rai);
- 1978  Storie allo specchio (3' x 6 p., Raiuno: fino al 1980)
- 1980 La nuvola in pantaloni (58', Secolo XX, Rai);
- 1980 La Repubblica (59', I giornali italiani, Rai);
- 1980 Corriere della Sera (58', I giornali italiani, Rai);
- 1980 Banco, dal vivo (68', Marina Piperno per la REIAC Film)
- 1981 Le donne nelle professioni (30' x 4 p., Dip. Sc. Ed., Rai);
- 1981 Sassalbo provincia di Sydney (62', Rai3 e Marina Piperno per REIAC Film)
- 1983 L'Amiata è anche un fiume (60', Rai3 e Marina Piperno per REIAC Film)
- 1984 Immaginando cinema (60', Rai 3, Scarpe da Tennis);
- 1984 Poveri a Roma (30' x 4 p., Rai 3, sede reg. Lazio);
- 1984  L'addio a Enrico Berlinguer (film collettivo)
- 1985 C'era una volta gente appassionata (30' x 4 p., Rai3)
- 1986 Ilya Prigogine (58', Cultura europea, Rai3)
- 1997 Canto per il sangue dimenticato (80', prod. MP per Provincia di Grosseto)
- 2000 Sguardi (16', prod. Marina Piperno)
- 2003 Andrea, dicci chi sei(62', prod. Marina Piperno)
- 2005 Le mani raccontano (60', prod. Marina Piperno)
- 2008 Il pane della memoria (62', prod. Marina Piperno);
- 2008 Nella carne di un nome (12', prod. Marina Piperno);
- 2008  Burri (20', prod. Marina Piperno)
- 2009 Storia di una donna amata e di un assassino gentile (218', prod. Bubul&Co.)
- 2010  Libri di pietra libri d'acqua (31', prod. Marina Piperno, DVD)
- 2011 Fiore pungente (58', prod. Ippogrifo Liguria)
- 2012 Morando's music (44', prod. Marina Piperno);
- 2012 Parole in gioco: Lorenzo Enriques (58', prod. Marina Piperno)
- 2013 Via Lumiére angolo Méliès, quando un film non è ancora film ma fatica e gioco, amore emusica (51', prod. Marina Piperno);
- 2013  Nel fiume della musica (45', prod. Marina Piperno);
- 2013  Giovanni Enriques, che seppe immaginare il futuro (103', prod. Zanichelli)
- 2014 C'è oro in Toscana (180', prod. Ippogrifo Liguria)
- 2015 Paolino Ranieri, un maestro (75', prod. Ippogrifo Liguria)

## Opere letterarie
- Luigi Monardo Faccini La baia della torre che vola (TraccEdizioni, 1997), romanzo
- AA.VV. Uno scorridore ligure di levante (Edizioni Cooperativa L'Atelier, 1999), quaderno pubblicato in occasione della retrospettiva del Museo del Cinema di Torino
- Marina Piperno Sono una ragazza che si arrangia (Edizioni Cinque Terre, 1999), poesie
- Luigi Monardo Faccini Il castello dei due mari (Mesogea, 2000), racconti
- Luigi Monardo Faccini C'era una volta un angelo di nome Willy (De Ferrari, 2001), fotografie, saggi e racconti per il salvataggio del cimitero vecchio di Lerici
- Marina Piperno Produttore di sogni (2002), quaderno per la retrospettiva genovese del Club degli Amici del Cinema
- Luigi Monardo Faccini Un poliziotto perbene (I libri dell'Ippogrifo, 2002), romanzo storico
- AA.VV.  La storia come identità (I libri dell'Ippogrifo, 2003), atti del Convegno omonimo
- Luigi Monardo Faccini L'uomo che nacque morendo (I libri dell'Ippogrifo, 2004), romanzo storico; in seconda edizione con l'Unità nel 2006
- AA.VV.Trafficanti di sogni (I libri dell'Ippogrifo, 2004), atti del convegno sulle strategie dell'inclusione che ebbe al suo centro il premio Gente di Strada assegnato a don Andrea Gallo nel 2003
- AA.VV. Marina Piperno & Luigi Faccini: Cinema come un'infanzia (I libri dell'Ippogrifo, 2005), ‘nel labirinto del cinema dimenticando a casa il filo di Arianna’
- Luigi Monardo Faccini Le mani raccontano, viaggio nella fatica delle donne (I libri dell'Ippogrifo, 2007)
- AA.VV. L'amata & l'assassino, malizia e innocenza del cinema (I libri dell'Ippogrifo, 2010), per la retrospettiva del Museo del Cinema di Torino
- AA.VV. Un film lungo 50 anni (I libri dell'Ippogrifo, 2014), per la retrospettiva della Cineteca Nazionale a Roma
- AA. VV. Barricate di carta (Mimesis, 2014), 'Cinema & film' e 'Ombre rosse', due riviste intorno al '68
- Luigi Monardo Faccini Don Andrea Gallo: ama, e fa ciò che vuoi (Guanda 2014), nella collana Le fenici rosse